# Панофка, Генрих
Генрих Панофка (нем. Heinrich Panofka; 3 октября 1807, Бреслау — 18 ноября 1887, Карлсруэ) — немецкий скрипач, композитор и музыкальный педагог. Брат археолога Теодора Панофки.

## Биография
Начал учиться музыке в родном городе, однако затем по настоянию отца поступил на юридический факультет Университета Бреслау. В дальнейшем, однако, увлечение музыкой взяло верх, и Панофка перебрался в Вену, где занимался под руководством Йозефа Майзедера. В 1827 г. с успехом дебютировал как солист и в течение нескольких лет гастролировал по Германии. В 1831 г. он обосновался в Берлине, работая преимущественно как музыкальный журналист, в 1834 г. переселился в Париж, где играл в Оркестре концертного общества Парижской консерватории, продолжал заниматься журналистикой (сотрудничая в том числе с «Новой музыкальной газетой»), а одновременно учился пению у Марко Бордоньи. В 1842 г. совместно с Бордоньи основал Академию любителей пения, после её закрытия в 1847—1852 гг. работал в Лондоне как вокальный педагог, дирижёр и хормейстер. Вернувшись в Париж, занимался преимущественно педагогической деятельностью; с 1866 г. и почти до самого конца жизни работал во Флоренции, где у него, в частности, брала уроки Медея Фигнер.
Автор методических пособий по вокальному искусству «Практический учебник пения» (англ. The Practical singing tutor; Лондон, 1852), «Искусство пения» (фр. L'art de chanter; Париж, 1853), «Вокальная азбука» (фр. Abécédaire vocal; Париж, 1858), справочника вокалистов-современников «Голоса и певцы» (фр. Voix et chanteurs; Париж, 1870), ряда концертных сочинений. Домашний альбом Панофки, содержащий автографы Бетховена, Шуберта, Листа, Берлиоза и многих других музыкальных знаменитостей, был факсимильно опубликован в 2007 году.